# Helene Johannsen
Helene Caroline Louise Johannsen (23. oktober 1873 i Helsingør – 17. december 1962 i København) var en dansk lærer og rektor for Falkonergårdens Gymnasium, søster til Fritz og Wilhelm Johannsen.
Hun var datter af oberst Otto Julius Georg Johannsen og kom fra et bedsteborgerligt hjem i Helsingør. Moren døde kort efter hendes fødsel. Hendes dominerende far modsatte sig hendes ønske om at tage en uddannelse. Hendes bror Wilhelm Johannsen introducerede hende i Københavns videnskabelige kredse omkring Eugen Warming. Først efter farens død tog hun faglærerindeeksamen i tysk og fransk og endnu senere studentereksamen.
Hun modtog ved sin afgang i 1943 Den Kongelige Belønningsmedalje i guld.